# Тихомиров, Александр Андреевич
Александр Андреевич Тихомиров (19 сентября [1 октября] 1850, Смоленская губерния — 23 октября 1931, Сергиев Посад) — русский биолог, доктор зоологии. Ректор Московского университета, тайный советник (1912). Действительный член Императорского общества истории и древностей российских при Московском университете. Брат фармацевта и ботаника Владимира Андреевича Тихомирова (1841—1915) и анатома Михаила Андреевича Тихомирова (1848—1902).

## Биография
Родился в дворянской семье 19 сентября (1 октября) 1850 года в селе Корыстино, в Ельнинском уезде Смоленской губернии. Его отец был отставным коллежским асессором.
Окончил в 1868 году Смоленскую гимназию с золотой медалью и поступил на юридический факультет Московского университета. Через год перевёлся на юридический факультет Санкт-Петербургского университета, который окончил со степенью кандидата права в 1872 году. Решив в основание «собственного научного миросозерцания» положить биологию, он в том же 1872 году стал учиться на отделении естественных наук физико-математического факультета Санкт-Петербургского университета, но вскоре перешёл на физико-математический факультет Московского университета, окончив его в мае 1876 года. Был учеником профессора А. П. Богданова, по рекомендации которого ещё студентом Московского университета был командирован Обществом любителей естествознания в Лейпцигский университет, где в течение летнего семестра слушал лекции по сравнительной анатомии и зоологии и занимался в лаборатории Р. Лейкарта. Затем вместе с А. П. Богдановым Тихомиров знакомился в Виллафранке с основными представителями морской фауны.
Летом 1876 года был направлен в Западную Европу Русским обществом акклиматизации животных и растений для изучения устройства западноевропейских зоологических садов. Вернувшись в Россию, ассистировал А. П. Богданову на практических занятиях со студентами; с декабря 1877 (до июня 1884) состоял сверхштатным ассистентом и хранителем коллекций Зоологического музея при Московском университете.
В 1879—1880 гг. читал курс зоологии в Московском обществе гувернанток, в 1880—1881 гг. преподавал естественную историю в Лицее в память цесаревича Николая. В 1881 году прочитал курс сравнительной анатомии в Земледельческой и лесной академии.
Защитил в Санкт-Петербургском университете диссертацию на тему: «История развития тутового шелкопряда Bomdyx mori L. в яйце» (М., 1882) и в мае 1883 года был утверждён в степени магистра зоологии. В июне 1884 года уехал в двухгодичную командировку за границу и по возвращении в Россию в октябре 1886 года получил должность приват-доцента кафедры зоологии Московского университета; читал курсы зоологии позвоночных и эмбриологии. В конце апреля 1887 года, после защиты в Санкт-Петербургском университете диссертации «К истории развития гидроидов», получил степень доктора зоологии. С февраля 1888 года — сверхштатный, с декабря 1888 — штатный экстраординарный профессор Московского университета, с февраля 1896 по октябрь 1903 — ординарный профессор кафедры зоологии; читал курсы: «Эмбриология позвоночных», «Общая гистология».
В 1891—1898 годах — секретарь Совета физико-математического факультета Московского университета. С 1896 года до 1904 года — директор Зоологического музея Московского университета.
А. А. Тихомиров — основатель русского практического шелководства. В 1887 году для организации шелководства был командирован на Кавказ, в 1890—1905 годах возглавлял комитет по шелководству Московского общества сельского хозяйства. По поручению Министерства государственных имуществ Тихомиров составил первое в России пособие по практическому шелководству, выдержавшее несколько изданий. В 1888 году совершил фундаментальное биологическое открытие: на яйцах тутового шелкопряда описал явление искусственного партеногенеза — развития яйцеклетки без оплодотворения. Кроме того, Тихомирову принадлежат работы по зоологии, антропологии и вопросам общей биологии, в которых он выступал последовательным противником дарвинизма и атеизма, как и Лев Толстой, П. А. Кропоткин, генетики Т. Х. Морган и Уильям Бэтсон, физиолог Флуранс.
Ректор Московского университета с 1899 года по 1904 год.

Сегодня в 2 часа я был в канцелярии попечителя, и там сказали мне, что, во-первых, ректором уже не Зернов, а Тихомиров, и, во-вторых, канцелярия сделает всё, что нужно, если не будет препятствий со стороны университета. Я отправился к Тихомирову; сидел полтора часа в душной приемной, потом был принят чрезвычайно нелюбезно.
— Письмо А. П. Чехова А. И. Синани 5 августа 1899 г.
В должности ректора А. А. Тихомиров завершил строительство первого студенческого общежития в Московском университете. Оно было рассчитано на 141 квартиру и открыто в торжественной обстановке 19 сентября 1899 года. Тихомиров продолжил капитальное строительство в университете; при нём 1 сентября 1901 года вступил в строй библиотечный корпус на Моховой улице; значительным событием стало открытие нового здания Зоологического музея 1 сентября 1902 года. В 1900 году были открыты кафедры грузинского языка и литературы на историко-филологическом факультете и метеорологии на физико-математическом факультете; были созданы Институт и Музея сравнительной анатомии (1901), построена под руководством Н. Е. Жуковского первая в России аэродинамическая труба (1902), открыт Физический институт, куда вошла и термохимическая лаборатория В. Ф. Лушнина (1903). В связи с ростом студенческого движения был вынужден в мае 1904 подписать приказ об отмене празднования 150-летия Московского университета.
1 августа 1904 года был назначен директором департамента Министерства народного просвещения.
В 1911—1917 годах — попечитель Московского учебного округа.
Последние 14 лет прожил в бедности в Сергиевом Посаде, куда переехал после революции 1917 года, лишившись работы, пенсии и каких-либо средств к существованию (имеются сведения, что в 1920—1921 гг. он был профессором Саратовского университета).